# Cheiridium insperatum
Espèce
Cheiridium insperatum est une espèce de pseudoscorpions de la famille des Cheiridiidae.

## Distribution
Cette espèce se rencontre aux États-Unis en Utah et au Californie et au Mexique au Durango et au Zacatecas.

## Habitat
Elle a été observée dans le terrier de Neotoma cinerea et Neotoma albigula.

## Description
Les mâles mesurent de 1,18 à 1,25 mm et les femelles de 1,23 à 1,32 mm.

## Publication originale
- Hoff & Clawson, 1952 : Pseudoscorpions from rodent nests. American Museum Novitates, no 1585, p. 1-38 (texte intégral).